# Gnassingbé Eyadéma
Gnassingbé Eyadéma, nascido Étienne Eyadéma, (Pya, 26 de dezembro de 1937 — Túnis, 5 de fevereiro de 2005) foi um militar do Togo, presidente de seu país de 1967 até 2005, ano de sua morte.
Eyadéma chegou ao poder após um golpe militar de sucesso, em 1967, e conseguiu manter-se à frente do país, mesmo depois da instabilidade política dos anos 90. Sob a égide de uma nova constituição aprovada em 1979, o presidente Eyadema foi eleito por sufrágio universal e reeleito em 1986. Em meio às manifestações populares da década de 1990, adotou-se uma outra constituição em 1992, que não foi capaz de conter os ânimos. Em 1993, ele ganhou outra eleição. Eyadema é novamente reeleito em 2003, após emenda constitucional, que lhe concedeu essa possibilidade, no entanto, ele morre, em 5 de fevereiro de 2005, vítima de um ataque cardíaco, pondo fim a 38 anos de presidência consecutivos. Sendo sucedido pelo seu filho Faure Gnassingbé.
Eyadéma nasceu na região de Pya e serviu no exército francês nas guerras da Indochina e Argélia. Quando o Togo se torna independente em 1960, regressa ao seu país mas vê, com outros veteranos de guerra, recusada a sua intenção de integrar o exército criado pelo primeiro presidente Sylvanus Olympio. Em consequência os militares renegados levaram a cabo um golpe militar em 1963 e Eyadéma vangloriou-se de ter sido ele próprio a matar Olympio. Quatro anos depois, a 13 de Janeiro de 1967, aniversário do primeiro golpe, Eyadéma e os seus apoiantes realizam outro golpe de estado. Desde então, Eyadéma foi o líder incontestado do país. Entre 2000 e 2001 foi o presidente da Organização de Unidade Africana e em 2002 serviu de mediador nos conflitos da Costa do Marfim.